# Angel Gomes
Adilson Angel Abreu de Almeida Gomes (* 31. August 2000 in London) ist ein englisch-portugiesischer Fußballspieler. Er steht seit 2025 beim französischen Erstligisten Olympique Marseille unter Vertrag.

## Karriere

### Im Verein
Angel Gomes begann seine Karriere in der Jugend von Manchester United. Am 21. Mai 2017 (38. Spieltag) debütierte Gomes im Profifußball mit einer Einwechslung in der 88. Minute des Ligaspiels gegen Crystal Palace für Wayne Rooney.
Am 9. August 2020 wechselte Gomes nach Frankreich zum Erstligisten OSC Lille. Dieser verlieh ihn nach Inkrafttreten des Vertrages für ein Jahr in die Primeira Liga zu Boavista Porto aus.
Im Sommer 2025 wechselte er innerhalb Frankreichs zu Olympique Marseille und unterschrieb dort einen Vertrag bis 2028.

### Nationalmannschaft
Gomes durchlief ab 2015 die englischen Jugendnationalmannschaften ab der U16. Mit der U17-Auswahl nahm er an der U17-Weltmeisterschaft 2017 teil und wurde dort Weltmeister. Er selbst kam dabei in fünf der sieben Turnierspiele zum Einsatz, darunter auch im Finale gegen Spanien, und erzielte zwei Tore. Ab Herbst 2021 gehörte er der U21-Nationalmannschaft an und gewann mit ihr 2023 nach einem erneuten Finalsieg gegen Spanien die U21-Europameisterschaft, wobei er selbst während des Turniers fünf der sechs Spiele bestritt.

## Persönliches
Gomes ist der Sohn des in der damaligen Kolonie Angola geborenen Portugiesen Gil Gomes, der in seiner Karriere unter anderem für Sporting Braga und den FC Wil in der Schweiz aktiv war. Angel Gomes kam 2000 zur Welt, als der Vater in England beim FC Hendon spielte. Nach dem Wechsel des Vaters zu Salford City lebte die Familie in Salford.

## Erfolge
- U17-Weltmeister: 2017
- U21-Europameister: 2023